# Травостой
Травосто́й — травянистая растительность на кормовых угодьях. Высота, густота, или плотность травостоя (число побегов растений на 1 м² поверхности) определяют урожайность (продуктивность) сеяных и естественных кормовых угодий. Качество травостоя зависит от кормовой ценности составляющих его видов растений и агротехнических мероприятий. Сенокосная (пастбищная) спелость травостоя — это фаза развития растений на сенокосах (пастбищах), обеспечивающая наивысший сбор питательных веществ с единицы площади при существующей плотности травостоя.